# دانيلو ميتروفيتش
دانيلو ميتروفيتش هو لاعب كرة قدم صربي، ولد في 23 مارس 2001.

## وصلات خارجية
- دانيلو ميتروفيتش على موقع قاعدة بيانات كرة القدم.إي يو (الإنجليزية)
- دانيلو ميتروفيتش على موقع Soccerway.com (الإنجليزية)
- دانيلو ميتروفيتش على موقع عالم كرة القدم.نت (الإنجليزية)